# Harrison County (Kentucky)
Harrison County je okres ve státě Kentucky v USA. K roku 2010 zde žilo 18 846 obyvatel. Správním městem okresu je Cynthiana. Celková rozloha okresu činí 803 km².

## Sousední okresy
| Růžice kompasu | Grant County               | Pendleton County | Bracken County, Robertson County | Růžice kompasu |
| Růžice kompasu | Sever                      |                  |                                  | Růžice kompasu |
| Růžice kompasu | Harrison County (Kentucky) |                  |                                  | Růžice kompasu |
| Růžice kompasu | Jih                        |                  |                                  | Růžice kompasu |
| Růžice kompasu | Scott County               |                  | Nicholas County, Bourbon County  | Růžice kompasu |